# Kapten Kalsong: Filmen
Kapten Kalsong: Filmen (originaltitel: Captain Underpants: The First Epic Movie) är en animations- och superhjälte-film producerad av DreamWorks Animation och distribueras av 20th Century Fox. Det var skriven och regisserad av David Soren och innehöll rösterna från Kevin Hart, Ed Helms, Thomas Middleditch, Nick Kroll, Jordan Peele och Kristen Schaal. Filmen hade biopremiär den 2 juni 2017 i USA.

## Handling
Baserad på den välkända bokserien är detta DreamWorks Animations version om superhjälten och hans kalsonger. Två pojkar skapar en tecknad serie om en superhjälte som blir verklig när de lyckas hypnotisera rektorn på skolan att det är han som är självaste Kapten Kalsong!

## Rollista
- Kevin Hart - George Beard
- Thomas Middleditch - Harold Hutchins
- Ed Helms - Rektor Benjamin Krupp/Kapten Kalsong
- Nick Kroll - Professor Poopypants
- Jordan Peele - Melvin Sneedly
- Kristen Schaal - Edith
- Dee Dee Rescher - Ms Tara Ribble
- Brian Posehn - Mr Riles Rected
- Mel Rodriguez - Mr Morty Fyde
- David Soren - Tommy
- Susan Fitzer - Mrs Dayken
- Lynnanne Zager - Mrs Beard
- Tiffany Lauren Bennicke - Sad Girl
- James Ryan - Mime
- Leslie David Baker - Officer McPiggly
- Sugar Lyn Beard - Goody Two-Shoes Girl
- Lesley Nicol - Nobel Moderator
- Chris Miller - Nobel Audience Member
- Coco Soren - Balloon Girl